# Atilla Karaoğlan
Atilla Karaoğlan (* 22. Juni 1986 in Sakarya) ist ein türkischer Fußballschiedsrichter. Seit 2023 steht er auf der FIFA-Liste.

## Werdegang
Karaoğlan wurde in der türkischen Provinz Sakarya geboren und ist seit 2007 Fußballschiedsrichter. Zunächst verfolgte er eine Laufbahn als spezialisierter Schiedsrichterassistent und kam dabei bereits in den türkischen Profifußballligen zum Einsatz. Schließlich entschied er sich dazu, stattdessen eine Karriere als Hauptschiedsrichter zu verfolgen und nahm dafür einen Abstieg in die Amateurklassen in Kauf. Zur Saison 2014/15 gelang ihm der erneute Aufstieg in die professionellen Ligen. Zur Saison 2018/19 kam er in der TFF 1. Lig – der zweithöchsten türkischen Spielklasse – zum Einsatz, bereits ein Jahr später folgte der Aufstieg in die Süper Lig. Ein vorläufiger Höhepunkt seiner nationalen Laufbahn war die Leitung des Endspiels um den Türkischen Fußballpokal 2022/23 zwischen Fenerbahçe Istanbul und Başakşehir FK, welches Fenerbahçe mit 2:0 gewinnen konnte. Zu Beginn der Spielzeit 2024/25 leitete er das Spiel um den Türkischen Fußball-Supercup, in dem Meister Galatasaray Pokalsieger und Erzrivalen Besiktas Istanbul mit 0:5 unterlag.
Seit Beginn des Jahres 2023 steht er auf der FIFA-Liste, was ihn zur Leitung internationaler Partien berechtigt. Sein internationales Debüt gab er im März 2023 bei einer U19-EM-Qualifikationspartie zwischen Deutschland und Italien. Im selben Jahr wurde er durch die UEFA ins Schiedsrichteraufgebot der U-17-EM berufen, wo er nach vier Einsätzen in Gruppenphase und Viertelfinale auch mit der Leitung des Endspiels zwischen Deutschland und Frankreich betraut wurde. Wenige Monate später amtierte er auch bei der Weltmeisterschaft in dieser Altersklasse, beim Turnier in Indonesien pfiff er drei Spiele, darunter ein Achtelfinale.